# ملكة جمال الولايات المتحدة الأمريكية 1976
ملكة جمال الولايات المتحدة الأمريكية 1976 (بالإنجليزية: Miss USA 1976)‏ هي نسخة الخامسة والعشرون من مسابقة ملكة جمال الولايات المتحدة الأمريكية منذ انطلاقتها عام 1952، عقدت المسابقة في 15 مايو 1976 ، تم بثها على الهواء مباشرة بواسطة شبكة سي بي إس من شلالات نياجرا ، نيويورك ، فازت بالمسابقة باربرا بيترسون من ولاية مينيسوتا توجت باللقب من قبل ملكة جمال الولايات المتحدة الأمريكية المنتهية ولايتها سمر بارثولوميو من ولاية كاليفورنيا. كانت بيترسون أول سيدة من ولاية مينيسوتا تفوز بلقب ملكة جمال الولايات المتحدة الأمريكية، وذهبت للمشاركة في مسابقة ملكة جمال الكون 1976 ، حيث أصبحت أول حاملة لقب ملكة جمال الولايات المتحدة الأمريكية تفشل في التقدم إلى الدور نصف النهائي من مسابقة .

## النتائج

### المراكز النهائية
| النتائج النهائية                          | المتنافسة |
| ----------------------------------------- | --- |
| ملكة جمال الولايات المتحدة الأمريكية 1976 | - مينيسوتا - باربرا بيترسون |
| الوصيفة الأولى                            | - ميشيغان - كيفن جيل |
| الوصيفة الثانية                           | - أوريغون - جيل أتشيسون |
| الوصيفة الثالثة                           | - كارولاينا الجنوبية - فيرجينيا موراي |
| الوصيفة الرابعة                           | - لويزيانا - روبين ساندرز |
| أفضل 12                                   | - كاليفورنيا - جوان بينوك - جورجيا - ليز ويكرشام - إلينوي - كاثي شمالين - ميزوري - دونا هيبيتس - نيو مكسيكو - جونيل بيرجكيست - تكساس - كانديس جراي - واشنطن - نورين جيلبرت |

## المتسابقات
قائمة الولايات والمندوبات المشاركات في مسابقة ملكة جمال الولايات المتحدة الأمريكية 1976:
| - ألاباما - كايل إليس - ألاسكا - إليزابيث ستايب - أريزونا - كارفي والترز - أركنساس - سونيا جونز - كاليفورنيا - جوان بينوك - كولورادو - باتريشيا سوان - كونيتيكت - روزالين رالف - ديلاوير - ديبي كوشر - مقاطعة كولومبيا - نانسي ستيت - فلوريدا - لي والش - جورجيا - ليز ويكرشام - هاواي - بريندا تيكسيرا - أيداهو - شيريل جيلبرت - إلينوي - كاثي شمالين - إنديانا - أنيت أندرسون - آيوا - شيري دافنبورت - كانساس - ديبي فيتر - كنتاكي - كوني كلارك - لويزيانا - روبين ساندرز - مين - دون سانت كلير - ماريلند - ليندا بوتر - ماساتشوستس - هولي هويل - ميشيغان - كيفن جيل - مينيسوتا - باربرا بيترسون - مسيسيبي - تيريزا كامب - ميزوري - دونا هيبيتس | - مونتانا - تيريزا كلاوس - نبراسكا - كاثرين فريك - نيفادا - جانيس كاريل - نيوهامبشير - سينسيري روليت - نيوجيرسي - جينجر هاغمان - نيومكسيكو - جونيل بيرجكيست - نيويورك - كارول دوير - كارولاينا الشمالية - ديان بوين - داكوتا الشمالية - ليندا بولسون - أوهايو - كارين مايرز - أوكلاهوما - لوري هانسن - أوريغون - جيل أتشيسون - بنسيلفانيا - مارسي زامبيلي - رود آيلاند - كاثي كونفريدا - كارولاينا الجنوبية - فيرجينيا موراي - داكوتا الجنوبية - دوروثي ويستفال - تينيسي - جانا كير - تكساس - كانديس غراي - يوتا - ديبي دريكسل - فيرمونت - سوزان بارسونز - فيرجينيا - دونا ديكسون - واشنطن - نورين جيلبرت - فيرجينيا الغربية - شيريل بلنيت - ويسكونسن - سوزان فيمريت - وايومنغ - مورلي كولوسكي |

## روابط خارجية
- موقع ملكة جمال الولايات المتحدة الأمريكية الرسمي